# Les Adieux en juin
 (août 2018).
Les Adieux en juin (en russe : Прощание в июне) est une pièce de théâtre écrite par l’écrivain et dramaturge russe Alexandre Vampilov en 1964.

## Histoire de la création
Écrite en 1964, la pièce est publiée en 1966  dans le no 1 de l'almanach Angara (Irkoutsk) et le no 8 de la revue Théâtre. Elle est mise en scène pour la première fois en 1966, au théâtre dramatique de Klaipėda (Klaipėdos dramos teatras) par Vadim Dopkunas. Insatisfait de la première version, Vampilov modifie le texte à deux reprises, en nuançant les personnages et en modifiant la scène finale. La première représentation de la dernière version de la pièce a lieu au théâtre Stanislavski de Moscou en 1971.

## Personnages
- Kolessov : étudiant en 5e année à la faculté de biologie
- Boukine : étudiant en géologie, fiancé de Macha
- Frolov : camarade d'études de Kolessov, amoureux de Macha
- Gomyra : étudiant en géologie, ami de Boukine
- Repnikov : recteur de l'université, père de Tania
- Tania : étudiante, fille de Repnikov
- Zolotouev : propriétaire d'une maison de campagne
- Macha : étudiante en biologie, fiancée de Boukine
- Repnikova : femme de Repnikov, mère de Tania
- Agent de milice
- D'autres étudiants